# Vaejovis elii
Espèce
Vaejovis elii est une espèce de scorpions de la famille des Vaejovidae.

## Distribution
Cette espèce est endémique d'Arizona aux États-Unis. Elle se rencontre dans le comté de Yavapai vers 2 291 m d'altitude sur le mont Mingus (en).

## Habitat
Cette espèce se rencontre dans une forêt de Pinus ponderosa.

## Description
La femelle holotype mesure 24,58 mm et le mâle paratype 20,25 mm.

## Étymologie
Cette espèce est nommée en l'honneur d'Eli Ayrey.

## Publication originale
- Ayrey, 2020 : « A new species of Vaejovis from Mingus Mountain, northern Arizona (Scorpiones: Vaejovidae). » Euscorpius, no 303, p. 1–12 (texte intégral).